# Ray Ruffels
Raymond Owen „Ray“ Ruffels (* 23. März 1946 in Sydney) ist ein ehemaliger australischer Tennisspieler.

## Karriere
Bei den Australian Open erreichte er in den Jahren 1968, 1969 und 1975 das Halbfinale, sowie das Viertelfinale in den Jahren 1970 und 1977. Im Jahr 1978 erreichte er zusammen mit Partnerin Billie Jean King die Finals in Wimbledon und bei den US Open im Mixed-Doppel.
Er lebt derzeit in Australien, wo er geboren und aufgewachsen war, bevor er nach Kalifornien zog. Dort traf er Anna Maria, mit der er zwei Kinder hat, Ryan und Gabriela. Ryan ist ein aufstrebender Amateurgolfer.

## Erfolge

### Einzel

#### Turniersiege
| Nr. | Datum            | Turnier   | Belag     | Finalgegner     | Ergebnis                |
| --- | ---------------- | --------- | --------- | --------------- | ----------------------- |
| 1.  | 8. Januar 1968   | Hobart    | Rasen     | Graham Stilwell | 3:6, 6:8, 7:5, 7:5, 6:2 |
| 2.  | 8. Januar 1969   | Brisbane  | Rasen     | Allan Stone     | 8:6, 4:6, 6:3, 6:3      |
| 3.  | 30. August 1970  | Haverford | Rasen     | Jaime Fillol    | 6:3, 7:6, 6:3           |
| 4.  | 6. Dezember 1971 | Auckland  | Rasen     | John Alexander  | 6:4, 6:4, 7:6           |
| 5.  | 31. Oktober 1976 | Perth     | Hartplatz | Phil Dent       | 6:0, 4:6, 2:6, 6:3, 6:2 |

#### Finalteilnahmen
| Nr. | Datum             | Turnier      | Belag     | Finalgegner   | Ergebnis                   |
| --- | ----------------- | ------------ | --------- | ------------- | -------------------------- |
| 1.  | 1. Januar 1968    | Perth        | Rasen     | Bill Bowrey   | 8:6, 9:11, 2:6, 19:17, 4:6 |
| 2.  | 7. August 1972    | Cleveland    | Teppich   | Mark Cox      | 3:6, 6:4, 6:4, 3:6, 4:6    |
| 3.  | 21. Oktober 1974  | Christchurch | Hartplatz | Roscoe Tanner | 4:6, 2:6                   |
| 4.  | 15. November 1976 | Manila       | Sand      | Brian Fairlie | 5:7, 7:6, 6:7              |

### Doppel

#### Turniersiege
| Nr. | Jahr              | Turnier         | Belag         | Doppelpartner    | Finalgegner                    | Ergebnis                |
| --- | ----------------- | --------------- | ------------- | ---------------- | ------------------------------ | ----------------------- |
| 1.  | 23. August 1970   | Haverford       | Hartplatz     | Bill Bowrey      | Jim McManus Jim Osborne        | 3:6, 6:2, 7:5           |
| 2.  | 18. Oktober 1970  | Phoenix         | Hartplatz     | Dick Crealy      | Jan Kodeš Charlie Pasarell     | 7:6, 6:3                |
| 3.  | 8. November 1970  | Buenos Aires    | Sand          | Bob Carmichael   | Željko Franulović Jan Kodeš    | 7:5, 6:2, 5:7, 6:7, 6:3 |
| 4.  | 7. März 1971      | Auckland        | Hartplatz     | Bob Carmichael   | Brian Fairlie Raymond Moore    | 6:3, 6:7, 6:4, 4:6, 6:3 |
| 5.  | 20. Februar 1972  | Toronto         | Teppich (i)   | Bob Carmichael   | Roy Emerson Rod Laver          | 6:4, 4:6, 6:4           |
| 6.  | 16. April 1972    | Quebec          | Teppich (i)   | Bob Carmichael   | John Alexander Terry Addison   | 4:6, 6:3, 7:5           |
| 7.  | 12. Januar 1975   | Auckland        | Rasen         | Bob Carmichael   | Brian Fairlie Onny Parun       | 7:6, aufgg.             |
| 8.  | 18. Januar 1975   | Baltimore       | Teppich (i)   | Dick Crealy      | Ismail El Shafei Frew McMillan | 6:4, 6:3                |
| 9.  | 2. Februar 1975   | Dayton          | Teppich       | Allan Stone      | Paul Gerken Brian Gottfried    | 7:6, 7:5                |
| 10. | 7. April 1975     | St. Louis       | Sand          | Colin Dibley     | Ross Case Geoff Masters        | 6:4, 6:4                |
| 11. | 2. Februar 1976   | Dayton          | Teppich (i)   | Sherwood Stewart | Jaime Fillol Charlie Pasarell  | 6:2, 3:6, 7:5           |
| 12. | 7. März 1976      | Little Rock     | Hartplatz (i) | Syd Ball         | Giuliano Pecci Haroon Rahim    | 6:3, 6:7, 6:3           |
| 13. | 30. August 1976   | Boston          | Teppich       | Allan Stone      | Mike Cahill John Whitlinger    | 3:6, 6:3, 7:6           |
| 14. | 28. November 1976 | Bangalore       | Sand          | Bob Carmichael   | Chiradip Mukerjea Bhanu Nunna  | 6:2, 7:6                |
| 15. | 30. Oktober 1977  | Perth           | Hartplatz     | Allan Stone      | Nick Saviano John Whitlinger   | 6:2, 6:1                |
| 16. | 31. Dezember 1977 | Australian Open | Rasen         | Allan Stone      | John Alexander Phil Dent       | 7:6, 7:6                |

#### Finalteilnahmen
| Nr. | Datum              | Turnier      | Belag         | Partner        | Finalgegner                    | Ergebnis      |
| --- | ------------------ | ------------ | ------------- | -------------- | ------------------------------ | ------------- |
| 1.  | 16. Mai 1971       | Teheran      | Sand          | Bob Carmichael | John Newcombe Tony Roche       | 4:6, 7:6, 1:6 |
| 2.  | 18. Juli 1971      | Washington   | Sand          | Bob Carmichael | Tom Okker Marty Riessen        | 6:7, 2:6      |
| 3.  | 27. Oktober 1974   | Christchurch | Hartplatz (i) | Syd Ball       | Ismail El Shafei Roscoe Tanner | kampflos      |
| 4.  | 24. Mai 1975       | Orlando      | Hartplatz     | Colin Dibley   | Brian Gottfried Raúl Ramírez   | 4:6, 4:6      |
| 5.  | 19. September 1976 | Bermuda      | Sand          | Dick Crealy    | Mike Cahill John Whitlinger    | 4:6, 6:4, 6:7 |
| 6.  | 27. März 1977      | Carlsbad     | Hartplatz     | Allan Stone    | Bob Hewitt Frew McMillan       | 4:6, 2:6      |
| 7.  | 18. Dezember 1977  | Sydney       | Rasen         | Allan Stone    | John Alexander Phil Dent       | 6:7, 6:2, 3:6 |